# Фошня (Смоленская область)
Фошня — деревня в Демидовском районе Смоленской области России. Входит в состав Закрутского сельского поселения. Население — 2 жителя (2007 год). 
Расположена в северо-западной части области в 13 км к северо-западу от Демидова, в 4 км западнее автодороги Р133 Смоленск — Невель, на берегу реки Борожанка. В 55 км южнее деревни расположена железнодорожная станция Голынки на линии Смоленск — Витебск.

## История
В годы Великой Отечественной войны деревня была оккупирована гитлеровскими войсками в июле 1941 года, освобождена в сентябре 1943 года.